# Base Arcade
Pour les articles homonymes, voir Arcade.
La base Arcade est une base de données gérée par le Ministère de la Culture français recensant les commandes d'œuvres d'art effectuées par l'État.

## Présentation
La base donne accès aux dossiers de commandes d'œuvres d'art acquises, commandées ou gérées par l'État français entre 1800 et 1969.
Ces dossiers sont conservés aux Archives nationales. Ils sont classés par décennie et par ordre alphabétique de nom d'artiste ou de localité. L'accès aux notices est possible par formulaire d'interrogation multicritère. 